# Anthimos Gazis

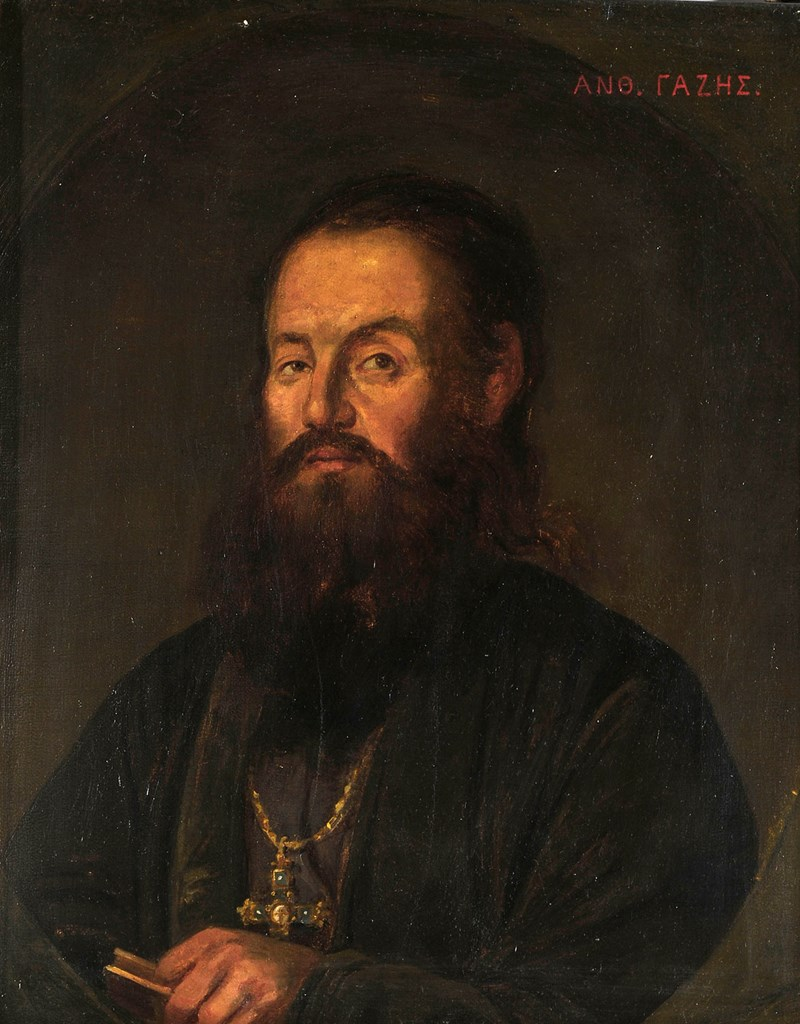
Anthimos Gazis

Anthimos Gazis oder Gazes (griechisch: Ἄνθιμος Γαζῆς; geb. Anastasios Gazalis, Ἀναστάσιος Γκάζαλης; geb. 1758 in Milies, Thessalien; gest. 24. Juni 1828 in Ermoupoli, Syros) war ein griechischer Gelehrter, Revolutionär und Politiker. Er wurde im osmanischen Griechenland in eine Familie mit bescheidenen Mitteln geboren. Im Jahr 1774 wurde er Diakon der Ostorthodoxen Kirche. Seine Karriere führte ihn später nach Konstantinopel, wo er zum Archimandriten befördert wurde. Im Jahr 1789 ging er nach Wien, wo er in der St.-Georgs-Kirche predigte und gleichzeitig seinen akademischen Interessen nachging. Seine Bemühungen, die Bildung in Griechenland durch die Filomousos Eteria, seine Übersetzungsarbeit und seine Beiträge zur ersten griechischen philologischen Zeitschrift, Hermes ho Logios, zu fördern, spielten eine bedeutende Rolle bei der Entwicklung der griechischen Aufklärung.
1817 trat er dem Geheimbund Filiki Eteria bei und kehrte in seine Heimat zurück, wo er weitere Mitglieder für einen antiosmanischen Aufstand rekrutierte. 1821, zu Beginn des Griechischen Unabhängigkeitskrieges gegen das Osmanische Reich, führte er die griechischen Aufständischen in Magnisia an. Nach der Niederschlagung des Aufstands ging er nach Zentralgriechenland. Er vertrat Magnisia in der Nationalversammlung von Epidaurus und Astros und arbeitete in Kommissionen für Militärangelegenheiten und Bildung. 1827 erkrankte er, und sein Zustand verschlechterte sich stetig, bis er am 24. Juni 1828 in Ermoupoli auf Syros starb. Gazis starb in Armut, nachdem er den Großteil seiner Ersparnisse der griechischen Armee gespendet hatte.

## Frühes Leben
Anastasios Gazalis wurde 1758 in Milies geboren. Sein Vater Panagiotis Gazalis und seine Mutter Maria Argyriou Philippidi hatten vier Söhne und vier Töchter. Seine Familie war arm, und die Situation verschlechterte sich nach dem Tod seines Vaters 1761 noch weiter. 1770 besuchte er die Schule seines Dorfes, wo er vom Mönch Anthimos Papapantazis unterrichtet wurde. Er setzte seine Ausbildung an der Alten Schule von Rigas in Zagora fort, wo er Logik, Astronomie, Philosophie, griechische Philologie, Geographie, Naturwissenschaften und Mathematik studierte. Zagora war dank seiner florierenden Seidenindustrie wirtschaftlich gut entwickelt; im Gegensatz zu anderen Gebieten Griechenlands hatten seine Bürger das Recht, Waffen zu tragen, und genossen ein gewisses Maß an relativer Autonomie. In dieser Zeit hellenisierte er seinen Namen in Anastasios Gazis. 1774 wurde er auf Wunsch seines Onkels Diakon; kirchliche Berufe waren zu dieser Zeit beliebt. Daher nahm er den geistlichen Namen Anthimos an. Die Verträge von Küçük Kaynarca, Jassy und Konstantinopel garantierten den osmanischen Untertanen Religionsfreiheit, schützten gleichzeitig das Kircheneigentum und gewährten das Recht, neue Kirchen zu errichten. Ein Jahr später wurde er zum Presbyter befördert und in das Dorf Vizitsa geschickt, wo er als Lehrer arbeitete. Nach Ablauf seines Einjahresvertrags reiste er nach Konstantinopel ab, wo er als Sekretär des Ökumenischen Patriarchen von Konstantinopel, Sofronios II., diente. Sofronios lobte Gazis’ Hingabe und harte Arbeit und belohnte ihn mit dem Rang eines Archimandriten. Gazis freundete sich bald mit einem Kaufmann namens Aggelis Mammaras aus Makrinitsa an, der ihn drängte, nach Wien zu gehen, nachdem er seine Ausgaben gedeckt hatte. Gazis reiste 1789 nach Wien ab.
Die Friedensverträge von Passarowitz und Belgrad hatten den Handel zwischen der Habsburgermonarchie und dem Osmanischen Reich wiederhergestellt. Wien wurde zu einem wichtigen Zentrum der griechischen Diaspora, wo Waren und Ideen frei ausgetauscht wurden. Das religiöse Leben der griechischen Gemeinde drehte sich um die St.-Georgs-Kirche und die Dreifaltigkeitskirche. Im Mai 1796 wählte eine zwölfköpfige Kommission Gazis zum neuen Rektor der Georgskirche. In dieser Zeit widmete er sich dem Studium der Physik und Mathematik und übersetzte außerdem Benjamin Martins „Philosophische Grammatik“ aus dem Französischen, die er 1799 veröffentlichte. Gazis ergänzte die Übersetzung mit ausführlichen eigenen Anmerkungen zu den Themen Elektrizität, Magnetismus, chemische Reaktionen und Lichtausbreitung. Im Jahr 1800 veröffentlichte Gazis eine überarbeitete Version von Rigas Feraios’ Charta von Griechenland; die Abmessungen waren halbiert und die topografischen Pläne von Jean-Denis Barbié du Bocage wurden entfernt. Die zweite Ausgabe war der griechischen Nation gewidmet und zeigte eine allegorische Figur, die die griechische Zivilisation bewaffnet darstellte, unter der das Motto „Ich werde deinem Beispiel folgen“ erschien. 1802 veröffentlichte er Fourcroys Philosophie der Chemie. Der Text enthält außerdem Ergänzungen aus Fourcroys Allgemeines System der chemischen Erkenntnis, Scherzers Journal der Chemie (Leipzig, 1792), den Französischen Annalen der Allgemeinen Naturgeschichte (Hamburg, 1802) und Grens Grundriss der Chemie. Im selben Jahr verschlechterte sich sein Gesundheitszustand aufgrund einer Krankheit erheblich. Er verließ Wien und kehrte erst im November 1804 zurück, um seine Predigttätigkeit wieder aufzunehmen. Sein Aufenthalt sollte kurz sein, da er bald nach Venedig aufbrach, wo er Griechisches Lexikon und Griechische Bibliothek veröffentlichte, Werke, die auf Gesners Bibliotheca universalis und Fabricius’ Bibliotheca Graeca basierten. Anfang 1808 nahm er sein Amt als Rektor wieder auf.
1811 erhielt er für seinen Beitrag zur Förderung der Wissenschaft ein Ehrendiplom vom „Griechisch-Dakischen Philologischen Institut Bukarest“. Im selben Jahr gründete er die erste philologische Zeitschrift in griechischer Sprache, Hermes ho Logios („Hermes der Gelehrte“), die in Wien erschien. Sie gilt als die bedeutendste und am längsten erscheinende Zeitschrift der Zeit vor Ausbruch des Griechischen Unabhängigkeitskrieges und enthielt Beiträge bedeutender Gelehrter und Intellektueller. Hermes o Logios zielte darauf ab, intellektuelle Kontakte zwischen den griechischen Gemeinden des Osmanischen Reiches und der griechischen Diaspora in Westeuropa zu knüpfen und das nationale Erwachen des griechischen Volkes vorzubereiten.

## Revolutionäre Aktivitäten

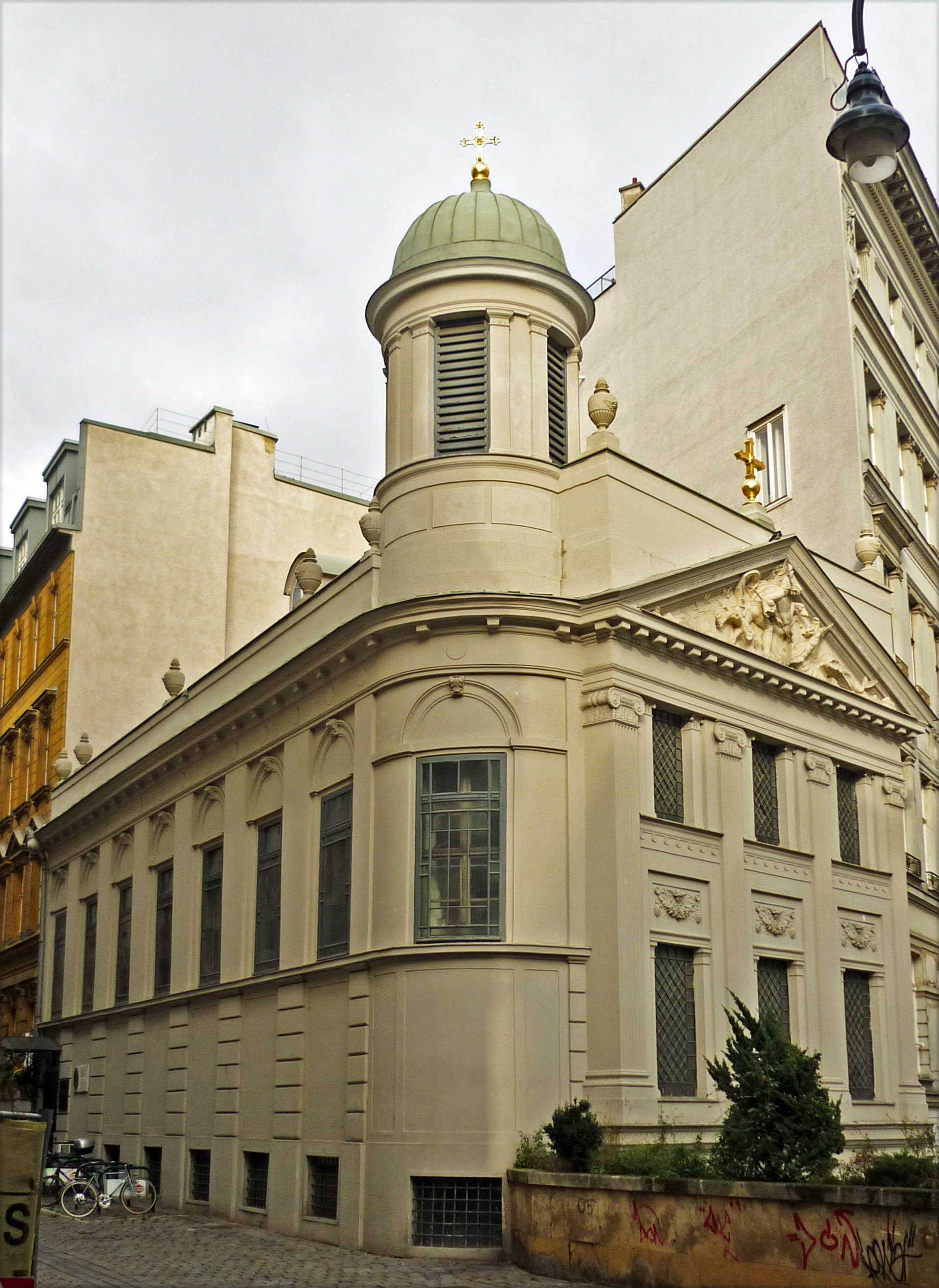
Kirche in Wien, wo Gazis betete

Am 1. September 1813 wurde in Athen die Filomousos Eteria gegründet, zu deren vier Kuratoren Gazis gehörte. Ihre Ziele waren die Förderung der Bildung in Griechenland, die Bereitstellung von Geldern für arme Studenten, die Veröffentlichung klassischer Literatur und die Erhaltung von Altertümern. Die Organisation beeinflusste die Verbreitung der Ideen der neugriechischen Aufklärung und förderte indirekt den Nationalismus. Am 1. Januar 1815 eröffnete Gazis in Wien eine zweite Niederlassung der Filomousos Eteria. Er pflegte einen regen Briefwechsel mit dem deutschen Altphilologen Friedrich Thiersch, der wiederum griechischen Studenten bei der Immatrikulation an bayerischen Universitäten half. Mittel britischer und russischer Spender deckten die Kosten des Studenten. Der österreichische Geheimdienst bemerkte Gazis’ Aktivitäten in der Filomousos Eteria sowie seine engen Beziehungen zur russischen Gemeinde in Wien und ordnete seine Überwachung an. Gazis trat 1815 als Rektor zurück. Seine Begründung war, dass er dem Ruf patriotischer Reden (von Adamantios Korais und Ioannis Kapodistrias) folgte und in seine Heimat zurückkehren wollte. Im Frühjahr 1817 reiste er ostwärts durch die Donaufürstentümer nach Odessa, wo er die Führung traf und sich nach einigem Zögern der Filiki Eteria durch Panagiotis Anagnostopoulos anschloss, einer Geheimorganisation, deren Aufgabe es war, die osmanische Herrschaft in Griechenland zu stürzen und durch einen unabhängigen griechischen Staat zu ersetzen. Über Konstantinopel kehrte er nach Milies zurück, um an der örtlichen Schule zu unterrichten. Im März 1818 erhielt er Besuch von Athanasios Tsakalov, der vorschlug, die Führung der Filiki Eteria nach Pilio zu verlegen. Gazis war anderer Meinung und behauptete, die Halbinsel Mani sei die bessere Wahl, weshalb der Plan nicht verwirklicht wurde. Gazis reiste durch Magnisia unter dem Vorwand, archäologische Untersuchungen durchzuführen, während er in Wirklichkeit aktiv für die Filiki Eteria rekrutierte. Sein bemerkenswertester Erfolg war die Einweihung des Armatolen Kyriakos Bastekis und des Partisanenführers sowie Kotzabaside von Makrinitsa, Hatzi Rigas. Obwohl der Gelehrte Grigorios Konstantas bereits Mitglied der Filiki Eteria war, stimmte er widerwillig zu, die Anwendung von Gewalt zu unterstützen.

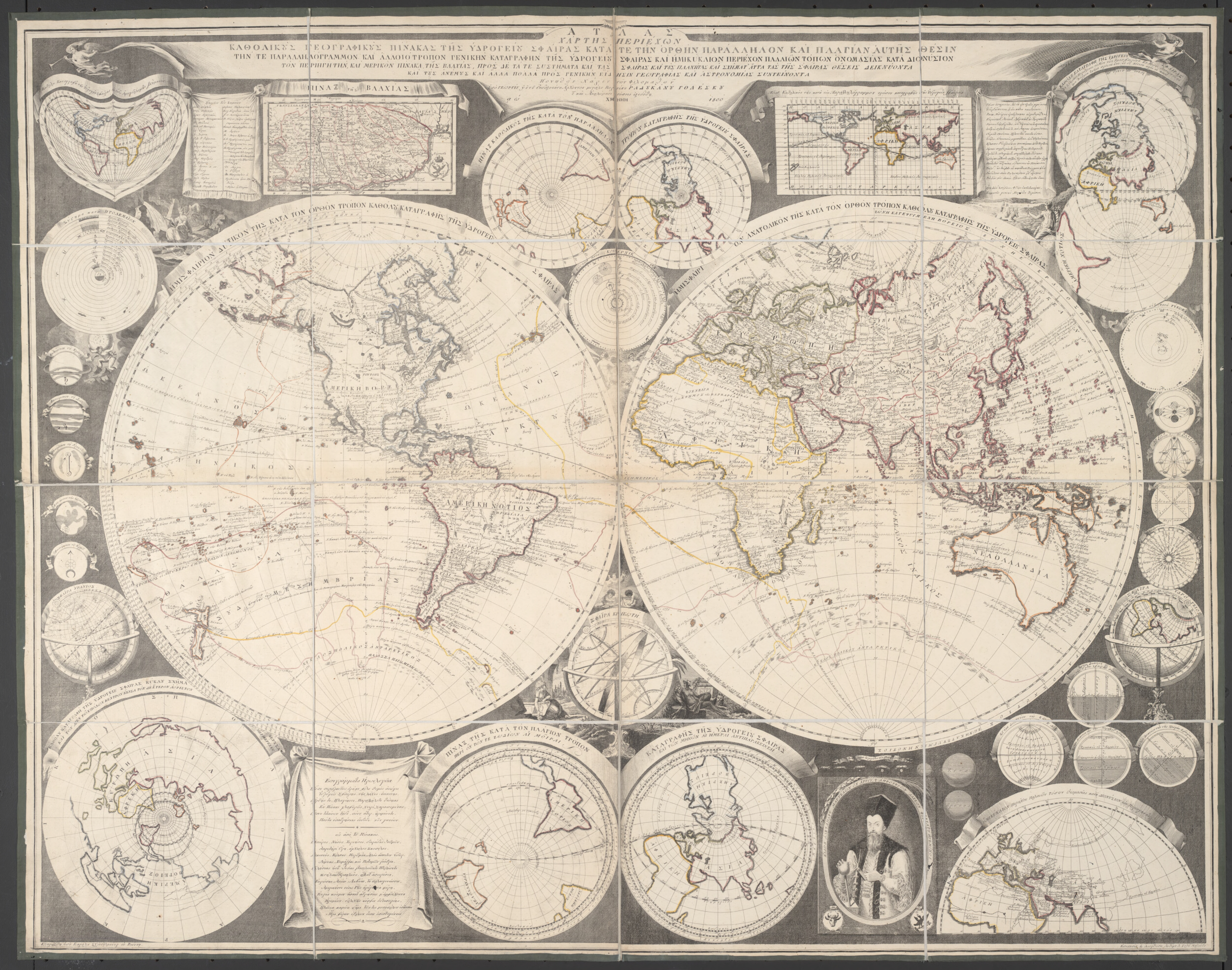
Atlas des Globus von Gazis, Wien, 1800

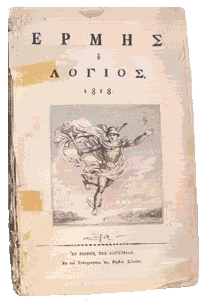
1818 Ausgabe von Hermes ho Logios

Flagge von Gazis (1821)

Am 7. Mai 1821 versammelten sich Revolutionäre am Eingang der Agioi-Taxiarches-Kirche in Milies. Gazis leitete die Versammlung. Eine weiße Flagge mit fünf roten Kreuzen und einer Sonne darauf wurde enthüllt, während Gazis einen Brief von Alexander Ypsilantis verlas. Am selben Tag führte Gazis eine Gruppe von Rebellen in das hauptsächlich von Türken bewohnte Dorf Lechonia. 200 von ihnen wurden ermordet, während die Frauen in die Klöster Agios Georgios und Agios Lavrentios gebracht wurden. Anschließend zogen sie nach Efta Platania und belagerten die Festung. Versuche, die Festung zu stürmen, schlugen fehl, da die Rebellen nur über eine einzige rostige Kanone verfügten, während die Angriffe der Wellen von Partisanen sich als hoffnungslos erwiesen. Am 11. Mai wurde die Belagerung abgebrochen und die Rebellen überfielen Velestino, metzelten diejenigen nieder, die es noch nicht verlassen hatten, und brannten und plünderten ihre Häuser und Ernten. Ein zweites Treffen (genannt Bule von Thessalo-Magnisia) fand in Velestino statt, wo Gazis den Vertretern der 24 Dörfer rund um Pilio offiziell den Beginn des Aufstands verkündete und die Christen Thessaliens zum Aufstand gegen die Osmanen aufrief. Am 15. Mai rückte Mahmud Dramali Paschas Armee aus Larissa vor und brannte Kapurna und Kanalia nieder. Rebellen aus Zagora, Makrinitsa und Volos flohen in Panik, viele von ihnen suchten Zuflucht in Trikeri. Dramalis Ankunft veranlasste die meisten Kotzabasiden, vor den Türken zu knien. Während Dramali auf Milies marschierte, um es niederzubrennen, beschlossen die Rebellen, ihr Hauptquartier zu verteidigen. Die Lage im Dorf wurde angespannt, als der örtliche Kotzabaside Stavrakis Morfoulis versuchte, Gazis zu erschießen, nachdem er ausgerufen hatte: „Verdammt, du hast uns alle verdammt!“ Einer von Gazis’ Kameraden schlug ihm die Waffe aus der Hand, bevor er schießen konnte. Andere Kotzabasiden versuchten, die Revolutionäre zu diskreditieren, indem sie versprachen, als Abgesandte bei den Türken zu fungieren, in der Hoffnung, dass sie Gnade walten lassen würden. Gazis und die meisten anderen Rebellen verließen das Dorf, und im Juni übergaben die Kotzabasiden es den Türken, wofür ihnen Amnestie gewährt wurde. Obwohl ein kleinerer Aufstand weiterging, war die Revolution in Thessalien letztlich gescheitert.
Ein Boot brachte Gazis nach Skiathos. Die Insel beherbergte eine beträchtliche Anzahl Flüchtlinge aus Thessalien, die ihre Kleidung und ihren Schmuck für winzige Portionen Essen verkauft hatten. Die Kotzabasiden von Skiathos hielten Gazis für einen Unruhestifter und verbreiteten Gerüchte, er habe ihm aus dem Ausland überwiesene Gelder veruntreut. Eines Tages hätte ein Mob von Flüchtlingen Gazis beinahe gelyncht. Er wurde jedoch durch das Eingreifen eines Einheimischen namens Anagnostis Benakis gerettet. Gazis’ Kameraden brachten ihn anschließend zur Festung von Skiathos und anschließend nach Skopelos. Als der Mann, der Gazis beherbergte, beim Üben mit seiner Pistole versehentlich einen Mann tötete, zündete ein Mob sein Haus an. Gazis wurde bei dem Vorfall schwer verletzt und lag zwei Tage im Bett. Nach seiner Genesung reiste er nach Atalandi und von dort nach Morea, wo er sich schließlich in Salona (heutiges Amfissa) niederließ. Am 15. November nahm Gazis am Areopag Ostkontinentalgriechenlands teil, einem Treffen von Klerikern, Kontzabasiden, Armatolen und anderen Beamten aus Thessalien, Epirus, Makedonien und Mittelgriechenland. Dort wurde Gazis zum offiziellen Vertreter der Ersten Nationalversammlung in Epidauros gewählt. In den folgenden dreizehn Monaten leistete Gazis den Aufständischen auf Euböa logistische Unterstützung und behinderte die türkischen Bemühungen, ihre Garnisonen auf Morea mit Nachschub zu versorgen. Am 29. März 1823 trat er der Zweiten Nationalversammlung in Astros bei. Am 17. Mai 1824 wurde er Mitglied einer Kommission für Militärangelegenheiten und arbeitete gleichzeitig in Bildungskommissionen. Während dieser Zeit legten Gazis und Konstantas einen Entwurf vor, der die Gründung einer Akademie in Argos mit dem Namen Protypon Didaktirion vorschlug. Der Plan wurde aufgrund von Ereignissen wie der Zerstörung von Psara und den anhaltenden griechischen Bürgerkriegen von 1824–1825 nicht verwirklicht.

## Tod
1827 erkrankte Gazis während seines Aufenthalts auf Tinos und zog später in sein Privathaus auf Syros. Sein Gesundheitszustand verschlechterte sich zusehends, und er lebte in Armut. Die griechische Regierung stellte ihm 650 Grosia zur Verfügung, schuldete ihm aber 2.350 weitere. In einem Brief an Georgios Koundouriotis beklagte er sich über die Vermögen, die korrupte Beamte in den Wirren der Revolution angehäuft hatten, während sein persönlicher Beitrag zum Unterhalt der griechischen Armee fast vergessen war. Am 3. April 1828 verfasste er in Ägina sein Testament. Die Schule, die er zusammen mit Konstantas in Milies gegründet hatte, und seine Privatbibliothek wurden dem griechischen Staat übergeben. Sein Haus auf Syros, das von seinem Vater geerbte Anwesen und ein Betrag von 2.500 Grosia wurden unter seinen Nichten und Neffen aufgeteilt. Am 10. Dezember starb Gazis in seinem Haus in Ermoupoli und wurde vor der Kirche Ieros Naos Metamorfoseos in Ermoupoli beigesetzt.